# Debian GNU/Hurd

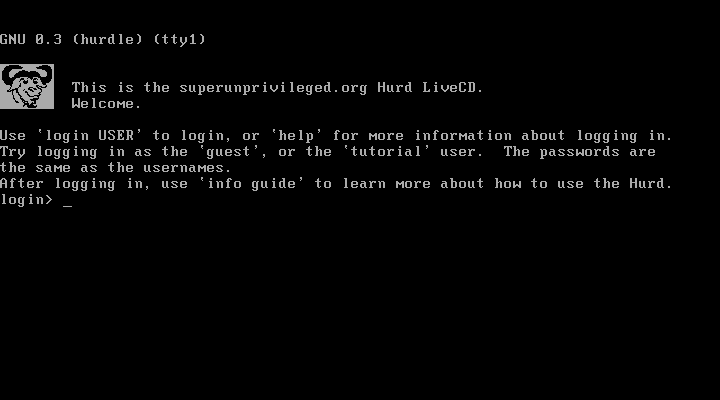
Debian GNU/Hurd Konsolen-Startup und Login

Debian GNU/Hurd ist ein Debian-Projekt zur Schaffung eines GNU-Betriebssystems, das den Microkernel GNU Hurd nutzt. Es ist das am weitesten fortgeschrittene Betriebssystem auf der Basis von Hurd.

## Geschichte
Debian GNU/Hurd ist seit 1998 in Entwicklung und wurde im Mai 2013 das erste Mal offiziell veröffentlicht. Allerdings ist Hurd selbst immer noch in Entwicklung und noch nicht für den Produktiveinsatz geeignet.
- Die Debian GNU/Hurd-Entwickler veröffentlichten GNU/Hurd 2013 auf Basis von Debian 7 (Codename „Wheezy“),[6][7] das im Mai 2013 freigegeben wurde.[8]
- Am 25. April 2015 wurde Debian GNU/Hurd 2015 veröffentlicht, das auf Debian 8 (Codename „Jessie“) basiert. Darin wurden Netzwerktreiber in den Benutzermodus migriert, das NetDDE Framework wurde eingebunden und die Codebasis von Linux-2.6.32 verwendet.[3]
- Am 18. Juni 2017 wurde Debian GNU/Hurd 2017 veröffentlicht, das auf Debian 9 (Codename „Stretch“) basiert. Es wurde auf GNU Hurd 0.9 und auf GNU Mach 1.8 aktualisiert, die Stabilität wurde erhöht, das fakeroot-Werkzeug[9] wurde verbessert und es wurde die Möglichkeit geschaffen, subhurds[10] als nichtprivilegierter Benutzer auszuführen, das die Virtualisierung erleichtern soll. Zudem wurde der unterstützte Hauptspeicher auf über 3 GiB erhöht.[3]
- Am 7. Juli 2019 wurde ein ACPI-Übersetzer verfügbar gemacht, der derzeit nur zum Herunterfahren des Systems verwandt wird. Der LwIP TCP/IP-Stack ist jetzt als Option erhältlich. Ein PCI-Arbiter wurde eingeführt, der nützlich sein wird, um den PCI-Zugriff zu verwalten, sowie die Bereitstellung von Hardware-Zugriffen zu verbessern. Die  Unterstützung für LLVM wurde eingeführt. Neue Optimierungen umfassen besseres Speicherseiten-Management, den Nachrichtenversand und die Gsync-Synchronisation.[3]

Hurd ist jeweils nicht Teil der offiziellen Releases, sondern zählt zu den inoffiziellen Portierungen von Debian. Dennoch wird es aktiv gepflegt und ständig verbessert.

## Verbreitung
Debian GNU/Hurd wird als Installer-CD (mit dem offiziellen Debian-Installer) oder als Live CD bzw. Live USB verteilt. Debian GNU/Hurd unterstützt bisher nur den x86-Befehlssatz und kein SMP, so dass nur ein einziger Prozessorkern genutzt wird.